# HGÜ-Umrichter-Station Santa Ponça
Koordinaten: 39° 32′ 2″ N, 2° 30′ 23″ O
Die HGÜ-Umrichter-Station Santa Ponça (Konverterstation) ist eine an das spanische Festlandnetz angeschlossene Hochspannungs-Gleichstrom-Übertragungs-Anlage (HGÜ-Anlage) auf der Baleareninsel Mallorca.
Die Anlage mit dem 244 Kilometer langen HGÜ-Seekabel COMETA zwischen Sagunto (HGÜ-Morvedre-Station) (Valencia) und Santa Ponça mit einer Betriebsspannung von 250 kV überträgt rund 400 MW und dient zur Abdeckung von Spitzenlast. Die Leistung wird nur in einer Richtung übertragen.
Die vom spanischen Übertragungsnetzbetreiber Red Eléctrica errichtete HGÜ-Strecke, die das spanische Festland und Mallorca verbindet, ist das erste HGÜ-Projekt auf spanischem Boden. Ein zweites Seekabel ist in Planung.
Die Umrichterstation im Industriegebiet Son Bugadelles ging nach dem Probebetrieb 2011 im Jahr 2013 regulär ans Netz und kann derzeit maximal 25 % der auf Mallorca nötigen Energie liefern. Bis dato wurde Mallorca ausschließlich über eigene Kraftwerke auf Mallorca und Menorca mit Energie versorgt. Die neue Stromversorgung vom Festland aus soll den Energiebedarf von Mallorca und Menorca stützen und stabilisieren, damit Versorgungsengpässe vermieden werden können.
Siemens lieferte die zwei Stromrichterstationen für das Übertragungssystem. Betreiber ist der nationale Übertragungsnetzbetreiber Red Eléctrica de España. 